# Desara Muriqi
Desara Muriqi (ur. 27 maja 1985 w Szkodrze) – albańska aktorka teatralna oraz zawodniczka startująca w wyścigach samochodowych.

## Życiorys i kariera sportowa
W lutym 2002 roku zamieszka w Sansepolcro. Ukończyła studia na Uniwersytecie w Sienie, następnie pracowała jako aktorka teatralna. Deklaruje biegłą znajomość pięciu języków.
16 października 2011 roku wzięła udział w zorganizowanym w ramach FIA Alternative Energies Cup wyścigu rajdowym, którego trasa wiodła od San Marino do Watykanu; wraz z Ukrainką Julią Łucyk wystartowała używając pojazdu Gonow GA200. Zajęły 6. miejsce, jednak Desara Muriqi jako pierwsza w historii albańska zawodniczka wyścigów samochodowych była punktowana w światowej klasyfikacji FIA.